# Friedrich Kretz

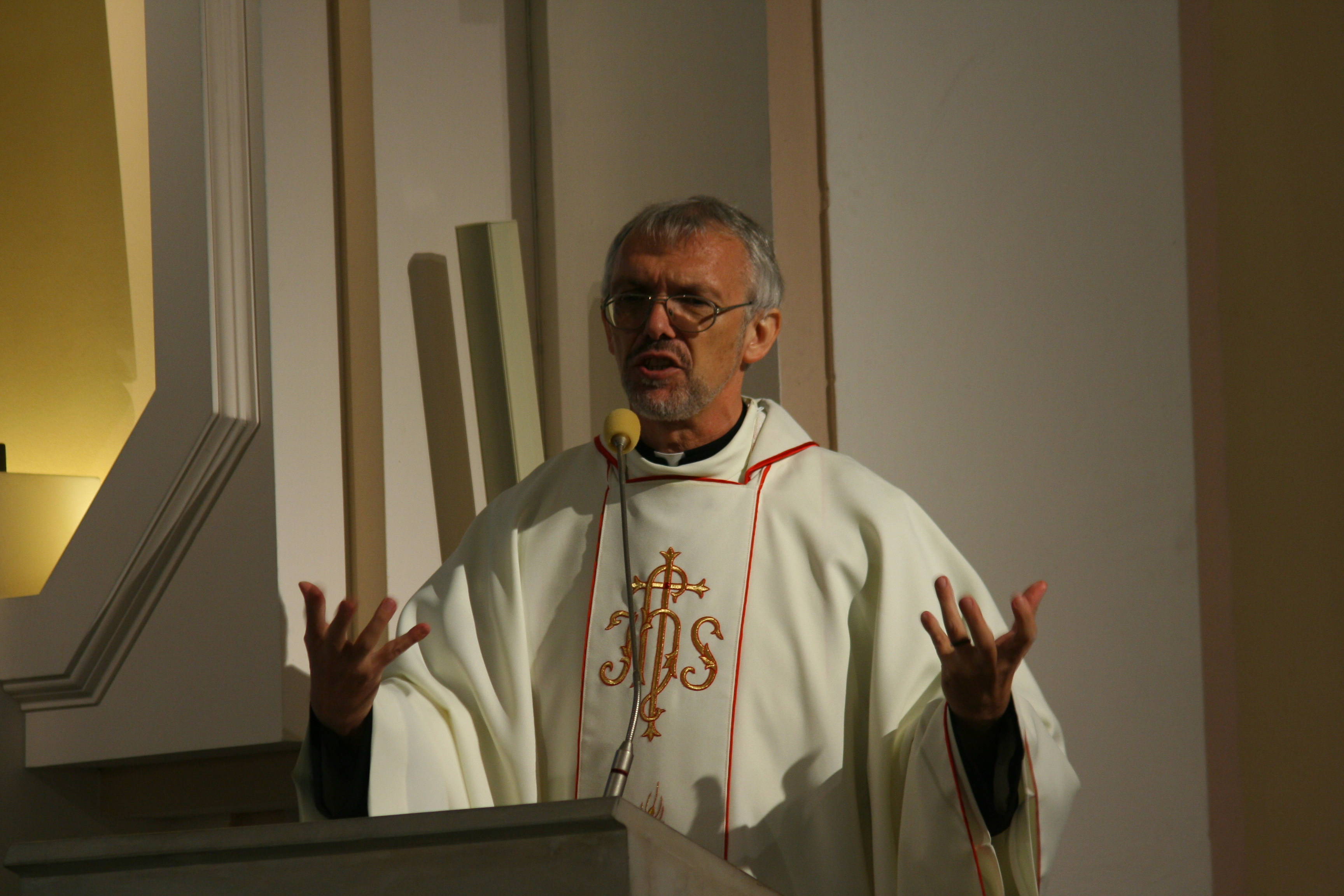
Friedrich Kretz, 2007

Friedrich Kretz SAC (genannt Fritz; * 16. Juni 1952 in Mühlhausen im Kraichgau) ist ein deutscher Pallottinerpater. Er war von 2004 bis 2010 Generalrektor des Pallottinerordens.

## Leben
Fritz Kretz war nach seinem Abitur im St. Paulusheim in Bruchsal zwei Jahre Zeitsoldat bei der Bundeswehr. 1974 trat er ins Postulat und Noviziat der Pallottiner in Untermerzbach ein. 1981 empfing er nach seiner theologischen und philosophischen Ausbildung in Bruchsal die Priesterweihe. Seine Primiz feierte Kretz am 22. März 1981 in der Pfarrkirche St. Cäcilia in Mühlhausen.
Er war als Kaplan in Augsburg tätig und wurde anschließend Präfekt im St. Paulusheim der Pallottiner in Bruchsal und Vikar in Stuttgart. Von 1990 bis 1996 war er Rektor des Noviziats seines Ordens für die deutschsprachigen Provinzen und Regionen mit Sitz in Untermerzbach. 1996 wurde er Provinzial der Pallottinischen Herz-Jesu-Provinz in Deutschland.
Am 7. Oktober 2004 wurde er auf der 19. Generalversammlung der Pallottiner zum Generalrektor der internationalen Gesellschaft des Pallottinerordens mit Sitz in Rom gewählt. 2007 wurde er für weitere drei Jahre in seinem Amt bestätigt. Seine Amtszeit endete 2010. Er strukturiere den weltweiten Orden neu und fusionierte unter anderem die norddeutsche und süddeutsche Provinz und engagierte sich für die spirituelle Erneuerung der Gemeinschaft im Geiste ihres Gründers.
Nach einer Auszeit mit der Fürsorge um seine pflegebedürftigen Eltern von 2010 bis 2013 in Mühlhausen war Kretz Vizerektor im Missionshaus der Pallottiner in Limburg an der Lahn und Seelsorger in Friedberg.
2017 gründete er mit seinem Ordensbruder Reinhold Maise SAC in Konstanz ein Coenaculum, ein Haus der Stille und des Gebets gegenüber dem Konstanzer Münster.